# Raid de Dieppe
Pour les articles homonymes, voir Jubilee.
Seconde Guerre mondiale
Batailles
Front d'Europe de l'Ouest
- Campagnes du Danemark et de Norvège
- Bataille de France
- Bataille de Belgique
- Bataille des Pays-Bas
- Bataille d'Angleterre
- Blitz
- Opération Myrmidon
- Opération Ambassador
- Raid de Dieppe
- Sabordage de la flotte française à Toulon
- Bataille aérienne de Berlin
- Bataille de Normandie
- Débarquement de Provence
- Libération de la France
- Campagne de la ligne Siegfried
- Bataille du Benelux
- Poche de Breskens
- Bataille des Vosges (Bruyères)
- Bataille des Ardennes
- Bataille de Saint-Vith
- Siège de Bastogne
- Opération Bodenplatte
- Opération Nordwind
- Campagne de Lorraine
- Bataille d'Alsace (Forêt de la Hardt, Poche de Colmar Jebsheim)
- Campagne d'Allemagne
- Raid de Granville
- Libération d'Arnhem
- Bataille de Groningue
- Insurrection géorgienne du Texel
- Bataille de Slivice
- Capitulation allemande

Front d’Europe de l’Est

Campagnes d'Afrique, du Moyen-Orient et de Méditerranée

Bataille de l’Atlantique

Guerre du Pacifique

Guerre sino-japonaise

Théâtre américain

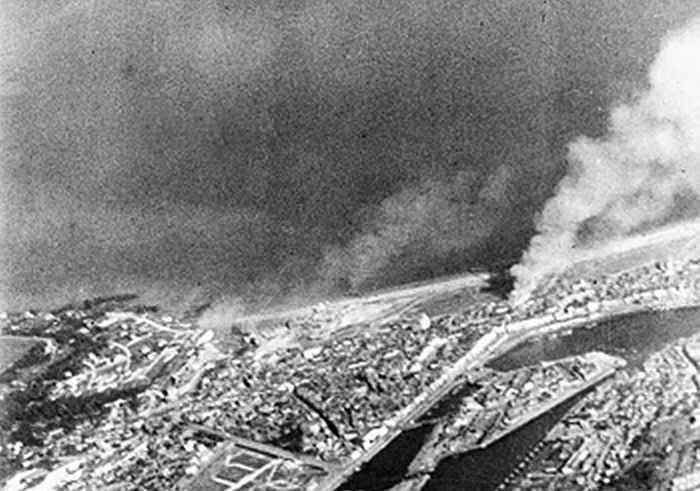
Photographie aérienne durant le débarquement.

Le raid de Dieppe ou opération Jubilee est une attaque par les Alliés en France occupée, menée le 19 août 1942 sur le port de Dieppe. Le quart des troupes canadiennes engagées dans cette opération y périt, faisant de cette opération la plus meurtrière de la guerre pour ce pays, l'opération se soldant par un cuisant échec.
À l'aube du 19 août 1942, une force navale composée de huit destroyers et de quatre chasseurs de sous-marins FNFL escortant près de 250 engins de débarquement de tous types fait route vers les côtes françaises de la Manche. Elle mobilise près de 8 000 hommes, 1 800 desquels y laisseront la vie, pour ce qui sera le plus grand raid de la Seconde Guerre mondiale. 74 escadrilles de chasseurs et de bombardiers en assureront la couverture aérienne.
Pour la première fois dans la Seconde Guerre mondiale, des hommes se ruent à l'assaut de ce que les nazis appellent Festung Europa, la « forteresse Europe » protégée par le « mur de l'Atlantique ». La propagande (en) alliée travestit le fiasco en victoire (elle récupère cette catastrophe lors du débarquement en Normandie en indiquant que le but de l'opération était de servir de répétition générale du jour J) tandis que la propagande allemande met l'accent sur l'échec de l'ouverture d'un second front allié en Europe de l'Ouest. Rétrospectivement, l'inefficacité du raid marque la prise de conscience que toute opération alliée visant à reprendre position sur le continent européen passera par une offensive de très grande ampleur et préparée longuement à l'avance.

## Avant le raid

### Contexte
L'Allemagne étend son emprise de Biarritz à Léningrad, d'Oslo à Athènes, et de l'océan Atlantique au Caucase. La victorieuse guerre éclair qu'espérait Hitler et ses généraux échoue devant Moscou en décembre 1941. Néanmoins, la pression exercée sur l'Armée rouge par le commandement allemand, à la tête de 200 divisions très combatives, demeure énorme et les colonnes motorisées nazies progressent à vive allure vers les gigantesques complexes industriels de la Volga ainsi que sur les champs pétrolifères de Bakou.
En 1942, « l'année terrible », l'Allemagne triomphe sur tous les fronts. Le Royaume-Uni perd Tobrouk, aux portes de l'Égypte. Le canal de Suez, artère vitale pour son économie de guerre, est directement menacé. Dans l'Atlantique, les « U-Boot » coulent deux fois plus de bateaux qu'en 1941. L'Union soviétique, au prix de pertes énormes en hommes et en matériel, contient difficilement la progression de l'armée allemande vers le Caucase, aux frontières de l'Iran et de la Turquie. Entre les deux mâchoires de l'étau, il n'y a que quelques centaines de kilomètres de désert et de montagnes, ainsi qu'un rideau fragile composé de quelques divisions d'hommes du Commonwealth.

### Demandes géopolitiques
Depuis plusieurs mois, Staline insiste de plus en plus fermement auprès des gouvernements américain et britannique sur l'urgence d'ouvrir un second front à l'ouest de l'Europe afin d'obliger l'Allemagne à redistribuer ses forces et à diminuer ainsi la pression qu'elles font subir à l'Armée rouge. Roosevelt et l'État-major américain laissent entendre à Molotov, le ministre des Affaires étrangères de Staline en déplacement à Washington, qu'un débarquement limité pourrait avoir lieu sur les côtes françaises pour l'été 1942 avec pour but l'ouverture d'un second front (opération Sledgehammer (en)). 
Churchill est très réticent à l'égard de l'initiative américaine, car sa vision politique du conflit le pousse plutôt à considérer qu'un débarquement en Afrique du Nord, et un second dans les Balkans qu'il nomme le « ventre mou de l'Europe », conviendraient mieux aux intérêts britanniques. Néanmoins, afin de donner des gages de bonne volonté aux Soviétiques au moindre coût, car il doute désormais de leur capacité à résister beaucoup plus longtemps à la pression allemande, il accepte qu'une opération de portée limitée soit lancée sur les côtes françaises. Ce sera l'opération Rutter, qui est rebaptisée « opération Jubilee » après un premier report.
L'emploi des troupes canadiennes est privilégié car celles-ci n'ont pratiquement pas été engagées depuis le début du conflit, ce qui place le Premier ministre Mackenzie King dans une position politique délicate[réf. souhaitée].
Au cours de l'examen d'un projet contre Dieppe entrepris en avril 1942, une dizaine d'objectifs sont fixés : tester les défenses allemandes, maintenir la pression sur les forces allemandes, gagner en expérience, détruire des radars et une base aérienne, rapporter le maximum d'informations, etc. Selon l'historien de marine David O'Keefe (en) qui s'est appuyé sur 175 000 documents d’archives déclassifiées, un commando est créé en marge de cette opération par Ian Fleming, alors officier du renseignement naval dans la Marine britannique. Ce commando a pour objectif de mettre la main sur des documents allemands secrets, notamment sur la machine Enigma, situés dans un bâtiment du port de Dieppe, alors occupé par la Kriegsmarine.

## Forces en présence
Lors de l'opération Jubilee, les forces alliées se composent de :
- 4 963 Canadiens ;
- 1 125 Britanniques ;
- 50 rangers américains ;
- 15 commandos français du commando Kieffer des Forces navales françaises libres, sous les ordres de l'officier des équipages de première classe Francis Vourch et dont 3 trouveront la mort ;
- 237 bateaux dont 7 destroyers de la Royal Navy, 1 de la Marine polonaise libre (pl)[n. 1] et 4 chasseurs de sous-marins français (Ch 5 Carentan, Ch 12 Bénodet, Ch 42 Larmor et Ch 43 Lavandou) des FNFL ;
- 60 escadrilles de chasse ;
- 7 escadrilles de bombardiers.

Les forces allemandes se composent de 1 500 hommes principalement du 571e régiment d'infanterie de la 302e division d’infanterie. Les Allemands disposent aussi en renfort de la 10e Panzerdivision, à Amiens, et de la SS Brigade Leibstandarte Adolf Hitler, à Vernon. Mais ces unités n'auront pas le temps d'intervenir dans la bataille[réf. nécessaire].

## OpérationRutter
L'opération Rutter est une opération de portée limitée sur les côtes françaises dont le port de Dieppe est l'objectif.
Lord Mountbatten, proche du roi George VI et chef du Quartier général des opérations combinées (QGOC) depuis mars 1942, est chargé de l'organisation de cette opération, à laquelle participent la marine et l'aviation britanniques ainsi que quelques navires des Forces navales françaises libres. Les troupes d'assaut sont constituées par des unités du Corps d'armée canadien, commandé par le général Crerar. Aucun officier ne participe à la planification du raid.
L'opération Rutter doit se dérouler le 8 juillet 1942. Elle est annulée, en raison des très mauvaises conditions atmosphériques qui règnent sur la Manche, alors que les troupes d'assaut sont embarquées depuis plusieurs jours à bord des bateaux qui doivent les déposer sur la côte française. De plus, on signale la présence de la 10e Panzerdivision qui vient d'être retirée du front de l'Est et mise au repos à Amiens. Le plan prévoit aussi des bombardements préliminaires intensifs, mais la mauvaise visibilité compromet cette partie du plan et, par conséquent, la fiabilité du reste de l’opération. Pour l'état-major britannique et le général Montgomery, commandant en chef des Forces britanniques du sud de l'Angleterre, l'annulation est définitive puisque, entre autres raisons, le secret de l'opération ne peut plus être assuré du fait que plusieurs milliers d'hommes ont regagné leur cantonnement à terre. Le succès d'une reprise de l'opération paraît, dans ces conditions, sérieusement compromis.
Mountbatten et ses collaborateurs du QGOC décident de leur propre autorité, sans concertation et sous la pression américaine, la reprise du raid quels qu'en soient les risques. Cette décision est facilitée par le fait que Montgomery est alors affecté en Égypte et que le contre-amiral Baillie-Grohman, commandant les forces navales de l’opération, qui avait lui aussi manifesté de sérieuses réserves, est remplacé par le contre-amiral Hughes-Hallett, bras droit de Mountbatten.

## OpérationJubilee
L'opération Jubilee n'a jamais été pensée comme une bataille dans le but de conquérir et de tenir un territoire de façon permanente, mais plutôt comme un raid, une action éclair au terme de laquelle on se retire. L'objectif officiel est de tester les défenses d'un port en vue d'un débarquement. Mais un film documentaire britannique explique qu'il s'agissait surtout de s'emparer de machines à chiffrer Enigma à 4 rotors, à l'état-major de la Kriegsmarine de Dieppe et à bord des bateaux à quai dans le port. Elle repose désormais exclusivement sur les épaules des troupes d'assaut de la 2e division d'infanterie canadienne commandée par le général John Hamilton Roberts. Ses hommes, pour la plupart, ont suivi un entraînement intense au Royaume-Uni, mais n'ont jamais connu l'épreuve du combat.
Le 19 août 1942, à 3 h du matin, ce sont 150 navires, répartis en 13 groupes qui traversent la Manche. À 4 h 45, les troupes canadiennes et deux commandos britanniques accompagnés de 50 rangers américains et 15 fusiliers marins commando des Forces navales françaises libres débarquent, sur un front de 20 km, en quatre points de la côte de part et d'autre du port de Dieppe où est porté l'effort principal une demi-heure plus tard. Parmi les embarcations de débarquement se trouvent des Landing Craft Assault (LCA) pour le débarquement des troupes, des Landing Craft Mechanized (LCM) pour le débarquement des véhicules, des Landing Craft Tank (LCT) pour le débarquement des blindés et des Higgins Boat ainsi que de nombreuses petites embarcations qui complètent ce convoi dont la couverture aérienne est assurée par des bombardiers et chasseurs dont une soixantaine de Spitfire Mk IX.
Le point de débarquement est une côte inhospitalière bordée par des plages de galets que surplombent les parois verticales de falaises truffées de défenses de toutes sortes : batteries de canons à longue portée, mortiers, nids de mitrailleuses, bunkers bétonnés, emplacements de tir individuels. Des réseaux de fil de fer barbelé hauts de plusieurs mètres encerclent la ville et obstruent les rares ravines qui permettent d'accéder au sommet des falaises où l'ennemi s'est retranché. C'est à l'assaut d'une véritable forteresse que 5 000 hommes vont se lancer. 1 500 d'entre eux y trouvent la mort et 3 000 y sont blessés ou faits prisonniers.[réf. nécessaire]
Ce débarquement doit s'effectuer sur cinq secteurs différents, depuis Berneval et le hameau de Puys, à l'est, jusqu'à Pourville et Quiberville, à l'ouest.

### Berneval
Au large de Berneval, 23 péniches de débarquement transportent le commando no 3 qui doit débarquer à 4 h 50, soit 15 minutes après le lever du jour. C'est l'opération « FLODDEN ». Sept d'entre elles seulement atteignent la côte. Les autres sont dispersées à la suite d'un combat avec des navires allemands faisant route vers Dieppe et dont la présence a pourtant été signalée à deux reprises par l'Amirauté britannique au capitaine Hughes-Hallett, commandant les forces navales de l'opération, qui ne reçoit pas les messages ou les ignore délibérément… L'avantage de l'effet de surprise est perdu et la défense allemande est en alerte. Néanmoins, l'opération se poursuit.
À 4 h 45, 120 hommes et quelques rangers américains à bord de six péniches débarquent à l'est de la position qu'ils doivent attaquer. Ils sont immédiatement cloués sur la plage par le feu des défenseurs allemands retranchés au sommet de la falaise et qui tirent comme à l'exercice. Ils luttent âprement pendant plus de cinq heures, puis, succombant sous le poids de leurs morts et de leurs blessés, ils sont contraints de se rendre.

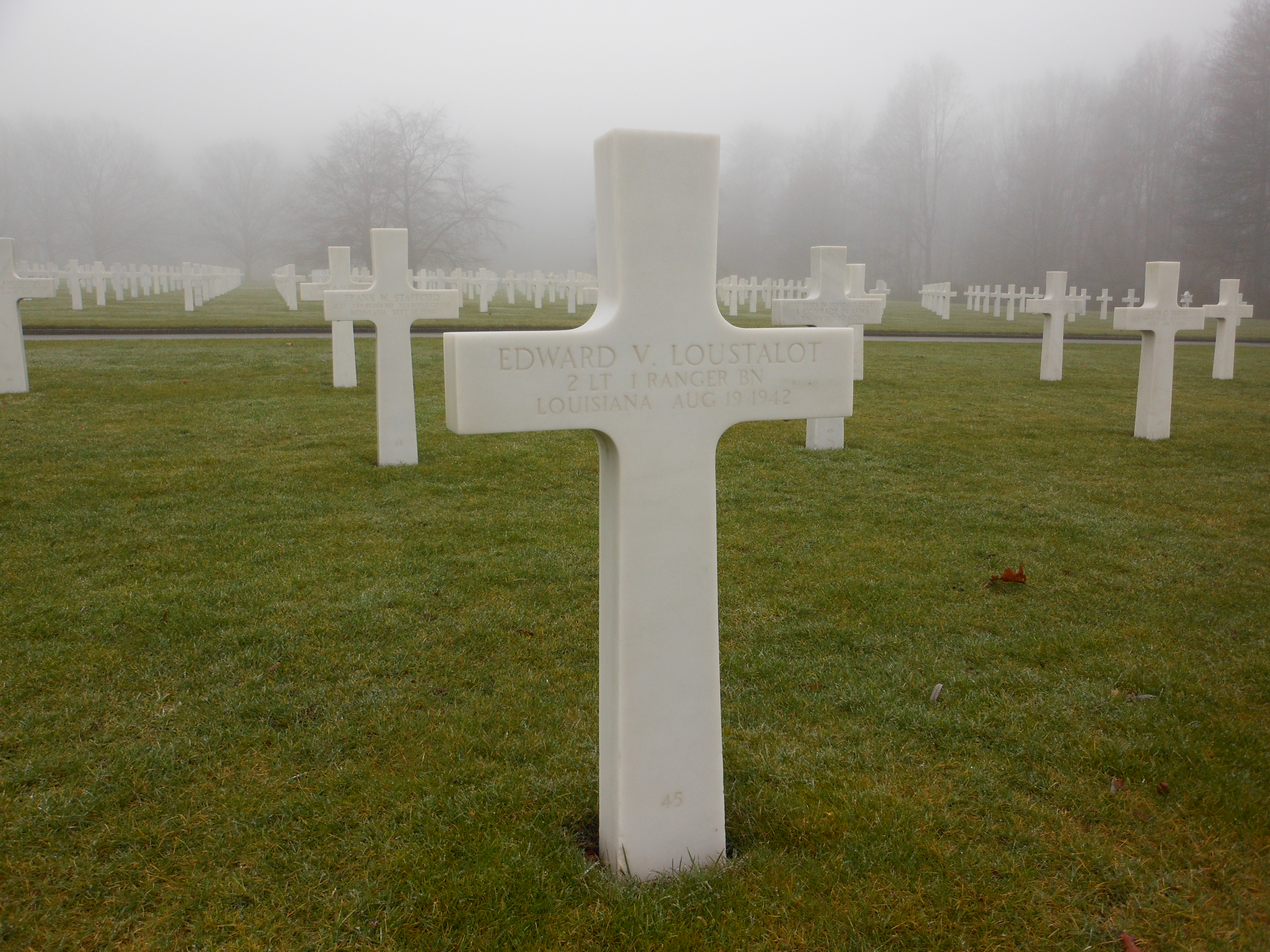
Sépulture d'Edward V. Loustalot au Cimetière militaire américain de Neuville-en-Condroz.

La septième péniche dépose le major Peter Young (en), trois officiers et 17 hommes à l'ouest de la position, en face de la gorge du « Val au Prêtre » dans laquelle ils s'engagent. Ils grimpent le long de la falaise en s'agrippant aux réseaux de fil de fer barbelés et attaquent avec un armement réduit la batterie côtière de sept canons qui domine la mer et en neutralisent l'action pendant plus de deux heures. Le second lieutenant Edward V. Loustalot y est le premier fantassin américain tué en Europe durant la Seconde Guerre mondiale.

### Puys
À quelques centaines de mètres à l'est de l'entrée du port de Dieppe, la falaise de Puys se dresse verticalement au-dessus d'une plage étroite, barrée par un mur haut de 4 mètres surmonté par des rouleaux de fil de fer barbelé. Les pièces d'artillerie que les Allemands y ont installées commandent directement l'entrée du port de Dieppe et toutes les maisons qui bordent la falaise et la plage ont été transformées en blockhaus. Les 600 hommes du Royal Regiment of Canada et du Black Watch lancés à l'attaque ne pouvaient trouver pire point de débarquement. La première vague d'assaut aborde le rivage avec 20 minutes de retard sur l'horaire prévu. Le jour est maintenant levé et la défense allemande est en état d'alerte.
Des tirs d'armes automatiques, des explosions d'obus et de grenades, des tirs de mortiers immobilisent les hommes sur la plage, alors que leurs camarades sont tués ou blessés avant même d'avoir pu quitter la passerelle de leur péniche. En cinq minutes, le bataillon est réduit à l'effectif de quelques dizaines d'hommes et le carnage se poursuit au fur et à mesure que débarquent les vagues d'assaut suivantes. À 8 h 30, après trois heures de combats, les soldats canadiens survivants se rendent.
Seuls quelques hommes, sous le commandement du colonel Catto, ont pu dépasser la plage, grimper sur la falaise et s'emparer de deux maisons fortifiées. Mais leur retraite est rapidement coupée. Isolés en terrain ennemi, ils sont contraints de se rendre à 16 h 30.

### Varengeville

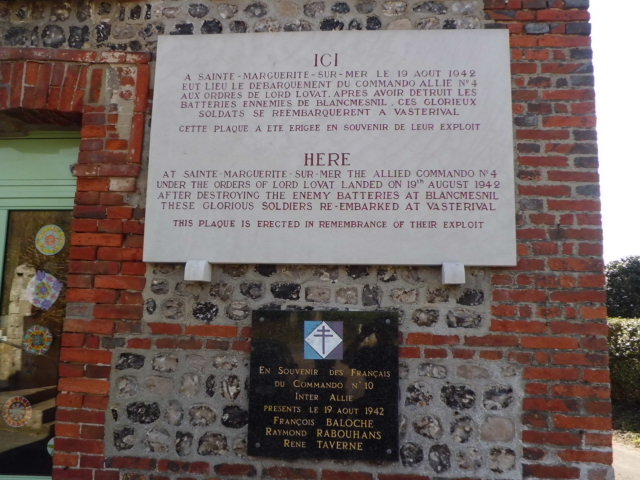
Plaque commémorant le Commando no 4 à Sainte-Marguerite-sur-Mer.

À l'ouest de Dieppe, Lord Lovat, qui s'illustrera plus tard lors du débarquement de Normandie, débarque entre Quiberville et Sainte-Marguerite-sur-Mer avec 160 hommes (opération Cauldron). Le commando no 4 progresse rapidement vers l'intérieur des terres le long de la vallée de la Saâne pour prendre à revers la puissante batterie côtière de six canons de 150 mm qui interdit l'entrée du port de Dieppe, tandis que par la valleuse de Vasterival, Mills-Roberts, adjoint de Lovat, et ses 90 hommes attaquent de front. Les deux groupes chargent à la baïonnette, neutralisent la batterie, détruisent les canons, et redescendent sur la plage où ils rembarquent, emmenant leurs prisonniers. Modèle d'exécution, ce fut la seule phase de l'opération sur Dieppe qui se déroula comme prévu.

### Pourville
Au même moment, à Pourville, le South Saskatchewan Regiment est mis à terre du mauvais côté de la rivière Scie avec mission de tenir la plage et la ville afin de permettre aux Queen's Own Cameron Highlanders of Canada, qui débarqueront une demi-heure plus tard, de faire leur jonction avec les chars du régiment de Calgary qui doivent accoster à Dieppe, en vue d'attaquer l'aérodrome de Saint-Aubin et le Quartier général de la division allemande, que l'État-major britannique croit situé à Arques.
Le South Saskatchewan Regiment, qui devait aussi s'emparer d'une station radar située sur la falaise et la détruire après en avoir prélevé les instruments scientifiques, échoue dans sa tentative. Les Queen's Own Cameron Highlanders of Canada progressent de 1,5 km à l'intérieur des terres jusqu'au village de Petit-Appeville. Attaqués par le 571e régiment d'infanterie allemand arrivé en renfort, ils doivent refluer vers la plage où ils retrouvent les hommes du lieutenant-colonel Merritt qui couvrent héroïquement leur retraite sous le feu des défenses allemandes, tandis qu'est coulée la moitié des péniches qui devaient les rembarquer.

### Dieppe

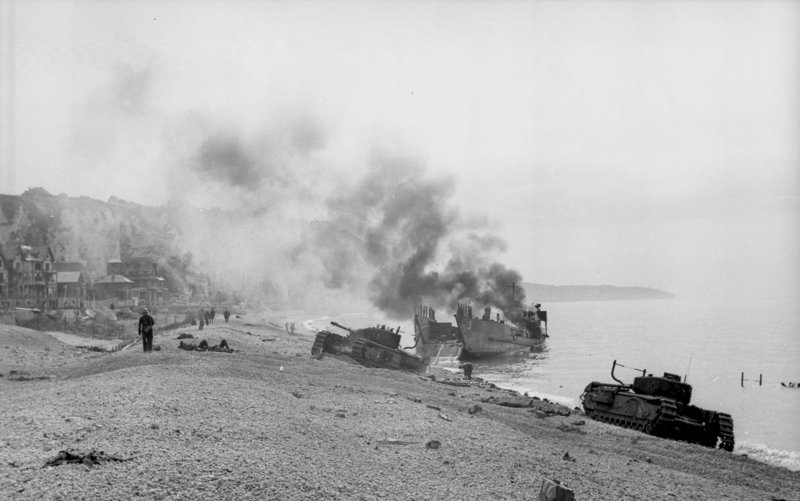
Après le premier engagement du char Churchill à Dieppe en août 1942.

Jubilee est une opération de très grande envergure militaire qui doit favoriser la propagande des Alliés entourant l’effort de guerre. Plusieurs sont sceptiques quant aux chances de réussite de cette offensive et la qualifient même comme perdue d’avance. Lord Mountbatten, chef des opérations dans le raid de Dieppe, a, avec son équipe, écrit une histoire qui, peu importent les aboutissements de cette bataille, exprimera un message de victoire, un message qui n’exposera que les côtés positifs de ce raid. La guerre est loin du Canada et donc la population et les médias se renseignent très peu. Ces mêmes médias croient et font confiance aux dires des militaires au front ce qui facilite l’assimilation de l’histoire montée de toutes pièces. Le message dit entre autres que cette opération a été un succès et que malgré les pertes on en a tiré une expérience militaire pour les batailles à venir. On veut utiliser cette offensive pour faire mousser l’effort de guerre, le recrutement et les campagnes d’emprunts de la victoire. Pour que la propagande de Mountbatten soit efficace, les journalistes au front doivent se soumettre à une censure stricte pour ainsi permettre aux autorités militaires de filtrer l’information sortant publiquement. Toute documentation papiers, photos ou cinématographiques sont soumises à cette censure. Elles doivent obtenir une mention « approuvé pour publication », autrement elles ne peuvent être publiées. Toutes les nouvelles qui sont moindrement négatives ou embarrassantes sont bloquées. Tous les correspondants de guerre sont encadrés par l’armée pour empêcher une « divulgation de renseignements utiles à l’ennemi, de préserver le moral des troupes et de rallier le public canadien à l’effort de guerre national. » On dit même que la propagande exercée par les Alliés rend « l’information en uniforme » et que cette même propagande transforme les représentants de la presse au front en appareil de propagande qui servira notamment à faire passer des informations qui pourraient être utiles pour augmenter la vente d’emprunts de la victoire.
L'assaut principal sur Dieppe est lancé à 5 h 20 par le Royal Hamilton Light Infantry et par l'Essex Scottish Regiment. Au moment où les embarcations approchent de la rive, des chasseurs et des bombardiers légers de la Royal Air Force et de l'Aviation royale canadienne attaquent, tandis que d'autres livrent des combats sans merci aux avions de la Luftwaffe. Les canons de quatre destroyers de la Royal Navy pilonnent sans discontinuer les fortifications allemandes.
Les tirs meurtriers de la défense allemande qui prennent la plage et la Promenade en enfilade sèment la mort parmi les hommes du Royal Hamilton Light Infantry. Ils se lancent à l'assaut, traversent la plage sous un déluge de feu et parviennent, après une heure de combat, à pénétrer dans le casino que les Allemands ont transformé en blockhaus et qui est très puissamment défendu. De petits détachements progressent au-delà de la Promenade et pénètrent dans l'agglomération. Celui que commande le capitaine Hill atteint même le centre de la ville près de l'église Saint-Rémy, mais, isolés, ses hommes sont bientôt contraints de refluer vers la plage.

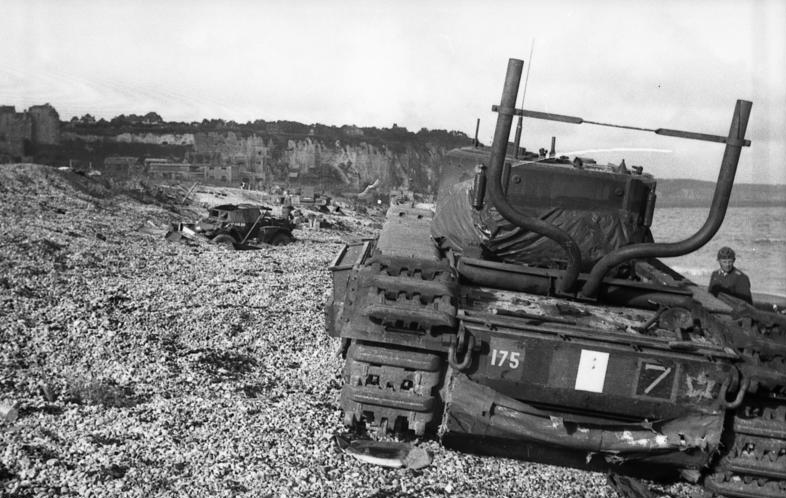
Char Churchill canadien abandonné après l'opération.

Le sergent George A. Hickson et son groupe de 18 hommes dont la mission est de faire sauter le central téléphonique, traversent le casino et le théâtre, pénètrent dans la ville et attaquent, au corps à corps, un point d'appui allemand dont ils éliminent les défenseurs et parviennent à regagner la plage.
À l'est de celle-ci, l'Essex tente à plusieurs reprises de franchir le mur qui le sépare de la Promenade sans y parvenir, tant est intense le feu de l'ennemi. Seul le groupe du sergent-major Stapleton parvient à ouvrir une brèche dans les barbelés, à traverser le terre-plein de la Promenade et à progresser de maison en maison vers le port.
Les neuf chars du régiment de Calgary qui devaient soutenir l'assaut de la première vague ont été débarqués par erreur trop à l'ouest de la plage et avec 15 minutes de retard pendant lesquelles l'infanterie est privée d'appui-feu. L'effet de surprise qu'ils devaient provoquer est perdu.
Vingt-neuf chars au total ont été débarqués durant l'opération. La moitié d'entre eux seulement atteint la Promenade mais sans pouvoir pénétrer dans la ville car les rues sont solidement murées. Depuis le début des combats, le major-général Roberts, commandant en chef des opérations terrestres, ne reçoit à bord du Calpe que des renseignements fragmentaires et, par conséquent, inexacts sur ce qui se déroule réellement à terre car les moyens de transmission de la plupart des unités à terre sont détruits ou endommagés. Il croit que l'Essex a pu pénétrer dans la ville, alors qu'il ne s'agit que du petit groupe de Stapleton… et afin d'exploiter la situation qu'il pense encore favorable, il prend la décision de faire débarquer les 600 hommes des Fusiliers Mont-Royal. Cette décision ne fait qu'accroître les pertes en vies humaines et ajouter au drame.
À 7 heures, à bord de 26 vedettes, les Fusiliers Mont-Royal approchent sous un feu implacable. À leur tête, le lieutenant-colonel Ménard, grièvement blessé dès l'accostage, débarque avec ses hommes qui sont immédiatement cloués sur la plage. Seuls quelques-uns d'entre eux, commandés par le sergent-major Lucien Dumais, parviennent à pénétrer dans la ville, mais harcelés par les patrouilles allemandes, ils refluent vers le casino et sont faits prisonniers.
Derrière l'église Saint Rémy, une femme aperçoit de sa fenêtre deux soldats canadiens cachés dans un arbre. Elle les désigne à une patrouille allemande qui les abat. Après la guerre cette rue prend le nom de Rue du 19 août 1942. Une stèle est érigée là où ils sont tombés.
D'autres avec Pierre Dubuc, traversant toute la ville, s'infiltrent jusque sur les quais du port où ils attaquent un bateau allemand. Cernés, à court de munitions, ils sont faits prisonniers eux aussi mais réussissent à s'échapper et à regagner la plage où ils rejoignent leurs camarades avec lesquels ils se défendent désespérément à l'abri précaire du mur qui borde la Promenade. Au milieu d'eux, le capitaine John Weir Foote, aumônier du Royal Hamilton Light Infantry, se dévoue sans souci des risques auprès des blessés et des mourants. Roberts a fait aussi débarquer le commando « A » des Royal Marines. Le lieutenant-colonel Joseph Picton-Phillipps, à la tête de la formation, s'approche de la côte sous un feu si terrible qu'il se rend compte immédiatement de l'impossibilité absolue de tout débarquement. Debout sur le pont de son engin de débarquement, il fait signe aux autres bateaux de faire demi-tour afin de se mettre à l'abri de l'écran de fumée, jusqu'à ce qu'il s'écroule, mortellement atteint, sauvant ainsi la plupart de ses hommes.
Quatre heures après que les premières vagues d'assaut ont été débarquées, l'échec de l'opération est total, en dépit des remarquables succès locaux obtenus par les groupes de Peter Young (en) et de Lord Lovat. C'est aussi un désastre stratégique. Légèreté et improvisation dans la préparation, manque de jugement, dilution des responsabilités, choix désastreux du site de débarquement, tel est le diagnostic de l'état-major allié qui en tirera les leçons pour assurer le succès du débarquement en Normandie deux ans plus tard.
« Pendant les premières vingt-quatre heures, aucun reportage écrit par un correspondant de guerre n’est publié par la presse au Canada », il y avait un « black-out des témoignages oculaires ». Le communiqué officiel qui avait été écrit d’avance était publié en premier et dressait le portrait erroné et incomplet de la situation de Dieppe. On insiste fortement sur la réussite de l’opération, sur les leçons que l’on a pu en tirer, leçons qui seront utiles pour mener les Alliés à la victoire. On met de l’avant les succès héroïques des soldats et leur bravoure. Cette manœuvre médiatique a eu l’effet escompté, on voyait dans les journaux que c’était un succès, que les Canadiens-Français avaient été très braves et avaient contribué grandement à cette offensive. Les journalistes ont été mis au fait du désastre et ont demandé des comptes. Le périodique canadien, Le Devoir, est l’un de ceux qui doutent fortement de la fiabilité de l’information. On peut même lire en couverture le 21 août 1942 : « On craint que les pertes canadiennes n’aient été élevées à Dieppe ». L’opération camouflage est de moins en moins efficace et donc les autorités militaires entreprennent la phase 2 de la propagande. On envoie des survivants tels que le lieutenant-colonel Dollard Ménard en tournée médiatique pour alimenter le mythe qui règne autour de Dieppe. Les Canadiens vivent même dans un « imaginaire national. » Un des journalistes impliqués à la couverture de Dieppe, Ross Munro (en), fait même l’éloge lors de conférences, de l’effort des militaires au front, même si dans les faits, ce sont les paroles des officiers supérieurs et généraux qui sont exprimées, car il n’avait pas réellement vu ce qu’il rapportait. Il était le porte-voix de l’armée. Un mois après la fin du raid, les vrais chiffres entourant les pertes sont dévoilés et on apprend que plus de la moitié des Canadiens envoyés au combat sont morts ou capturés. Certains vont même jusqu’à penser que les Canadiens ont été les seuls sacrifiés dans cette bataille. Même après le dévoilement des pertes de l’opération, Mountbatten continue de soutenir que c’était un succès. Bien que les chiffres réels entourant Dieppe ne soient pas très positifs, certains journaux canadiens, tels que La Presse, ne tarissent pas d’éloges sur l’offensive contre les côtes françaises. D’autres, quant à eux, remettent en doute l’efficacité des stratèges militaires à prendre des décisions et leur manque de transparence à l’égard de la population et des médias. Ils croient que la population a le droit de savoir et de connaître la vérité. Un constat plutôt négatif est tiré de toute cette opération : le raid de Dieppe, qui devait servir de propagande pour les Alliés, a dans les faits servi aux militaires allemands qui ont sauté sur l’occasion pour faire mousser leur propagande et augmenter leur soutien au sein de leur pays.

## Rembarquement

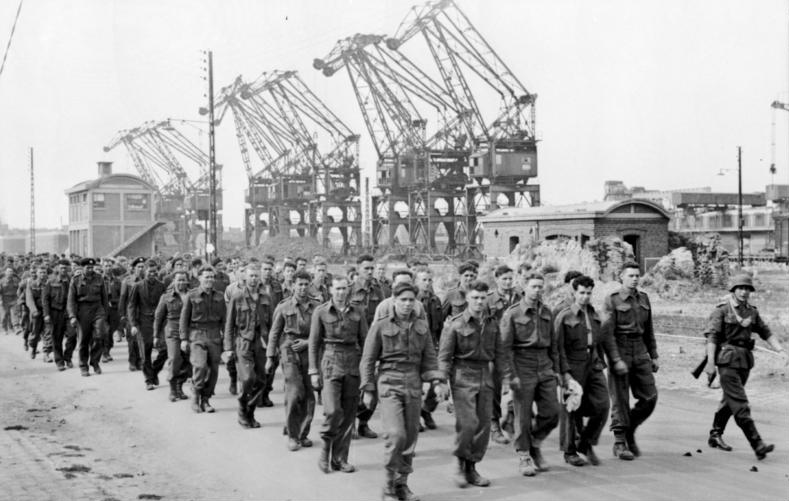
Prisonniers alliés, encadrés par des soldats allemands, en marche vers la captivité.

À Dieppe, le 19 août 1942, Vanquish, nom de code pour l'ordre d'évacuation des plages, prévue à 9 h, est lancé pour 11 h. Les opérations de rembarquement s'effectueront sous la protection des canons du Calpe (L71) et des autres destroyers qui se sont les plus avancés, proches de la plage.
La Royal Air Force et la Royal Canadian Air Force multiplient leurs attaques tandis que s'intensifient les tirs de la Flak, la défense antiaérienne allemande. Cent-six avions ne reviendront pas à leur base au Royaume-Uni.
À 11 heures, la marée est basse et laisse toute la plage à découvert. Les hommes vont devoir la franchir sans protection pour embarquer sur les bateaux sauveteurs. Le tir incessant des armes automatiques, celui des mortiers, les explosions d'obus, le hurlement des avions qui attaquent en piqué, les cris des blessés enfin, rendent la retraite jusqu'aux bateaux particulièrement chaotique et meurtrière.
Pendant que les rares rescapés regagnent le Royaume-Uni, des captifs par centaines entament leur longue marche vers les camps de prisonniers.

## Libération des prisonniers dieppois

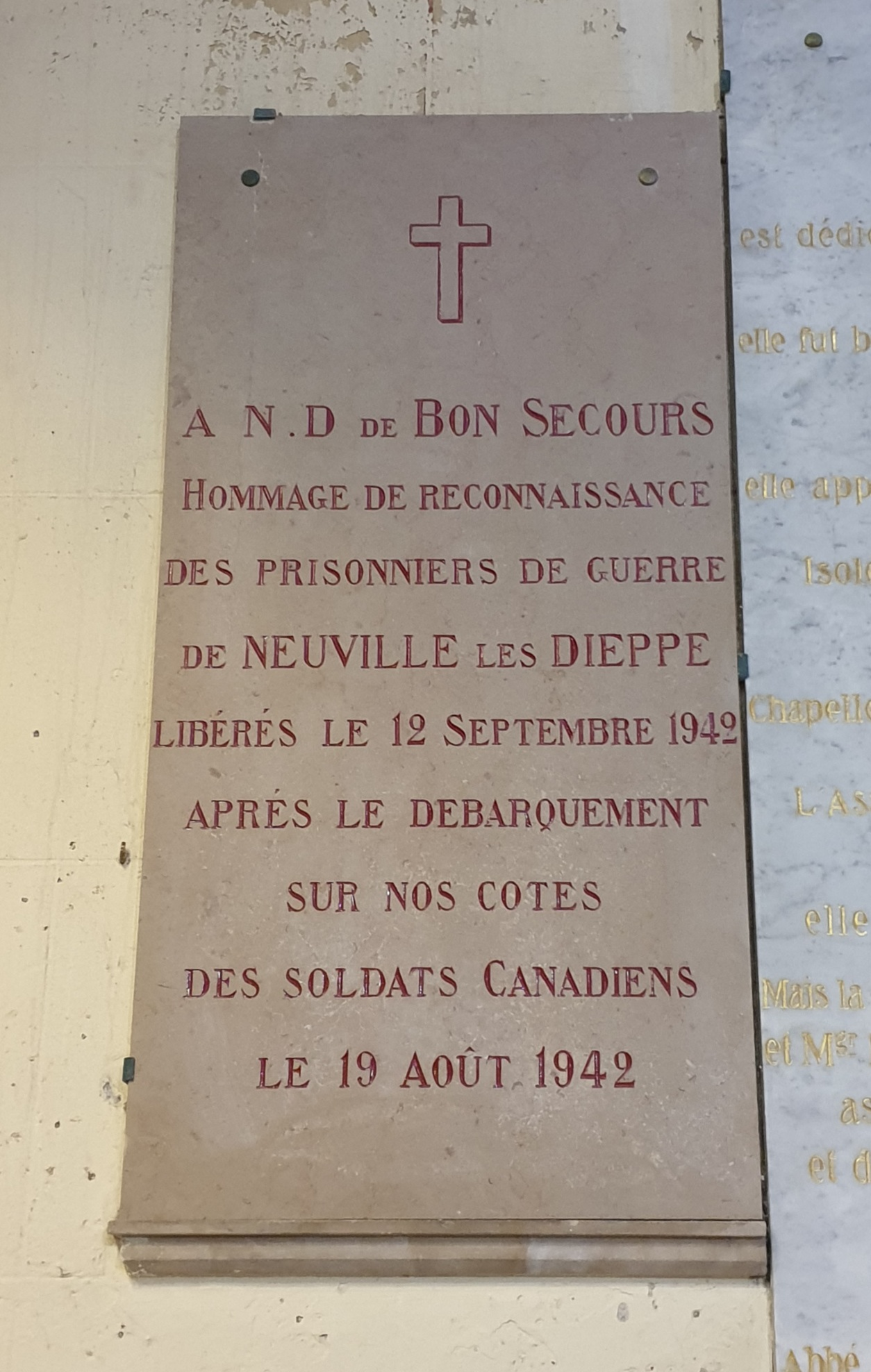
Plaque de remerciement à Marie en la chapelle Notre-Dame-de-Bon-Secours, à Dieppe.

Dès le lendemain, le chef du gouvernement français Pierre Laval écrit au maire René Levasseur : 

« J'ai appris avec une profonde satisfaction comment les fonctionnaires et la population se sont comportés hier. Au nom du Maréchal et en mon nom, je leur adresse toutes mes félicitations pour la discipline et le calme dont ils ont donné en présence de ces événements, un magnifique exemple. »

Lorsque le général Carl-Heinrich von Stülpnagel, commandant en chef (Militärbefehlshaber) des troupes d'occupation en France, apprend la nouvelle, il met à disposition du préfet de la Seine-Inférieure, le 22 août, une enveloppe de 10 millions de francs dédiée au « remboursement des dommages de guerre » et au « secours aux victimes civiles des bombardements anglais ».

Le geste est inhabituel, mais René Levasseur ne veut pas s'en contenter et il demande la libération des prisonniers dieppois, pour la plupart capturés pendant la bataille de France en 1940. Avec le sous-préfet Michel Sassier, ils négocient avec l'Oberkommando der Wehrmacht (OKW) cette mesure qui devrait être étendue aux autres villes touchées par les récents combats. La requête remonte jusqu'à Adolf Hitler, qui accepte. Le 25 août, un télégramme envoyé de Berlin apporte la nouvelle : 

« En reconnaissance de cette attitude de la population civile française, le Führer a ordonné que les prisonniers français domiciliés à Dieppe, Neuville-lès-Dieppe, Hautot-sur-Mer, Pourville, Petit-Appeville, Arques-la-Bataille soient libérés »

La nouvelle paraît dans la presse le lendemain et provoque une joie immense que le journal local La Vigie décrit : « chacun s'interpellait de porte en porte, on parlait de l'absent ; des larmes de bonheur coulaient des yeux de l'épouse, de la mère, de la fiancée qui comptent maintenant les jours qui les séparent encore de leur bien-aimé ».
Les Allemands n'ignorent pas que l'attitude passive des Français pendant les combats était commandée par les tracts anglais largués par avion avant le raid. Il est probable qu'avec cette initiative généreuse ils cherchent avant tout à atteindre un objectif de propagande et à renforcer les liens avec le régime de Vichy.
La liste des hommes à libérer est établie en toute hâte : la Croix-Rouge n'a qu'une liste de quelques centaines de noms, le maire en a quelques-uns aussi et les Allemands l'exigent pour le 28. Les services municipaux travaillent jour et nuit et une voiture équipée d'un haut-parleur parcourt les rues pour demander aux familles de faire recenser leurs parents concernés. Le 29 août, c'est une liste de 1 200 noms qui peut être envoyée au Militärbefehlshaber in Frankreich. Le 7 septembre, une liste supplémentaires de 600 noms est transmise.
Au total, 1 581 prisonniers reviennent des stalags et des oflags en trois convois : 984 arrivent le 12 septembre, 316 le 12 octobre et 281 les 14 et 15 mai 1943,.
Les détenus de Belleville-sur-Mer, Berneval, Sainte-Marguerite et Varengeville ne sont pas libérés. Les 10 millions de francs promis sont versés, mais doivent être partagés avec Rouen qui avait été bombardée le 17 août. À la libération de la ville par la 2e division du Canada le 1er septembre 1944, René Levasseur est destitué et remplacé par Pierre Biez.

## Mémoire
- Cimetière militaire canadien de Dieppe.
- L'épave du HMS Berkeley gît par 25 mètres de fond[24] ; le navire a été touché par deux bombes larguées par des Focke-Wulf Fw 190[25], qui ont cassé sa quille[26]. Comme les dommages étaient irréparables, il a été abandonné, puis torpillé par le HMS Albrighton pour ne pas le laisser à l'ennemi[27],[28].
- Plusieurs odonymes contenant la date du 19 août 1942 gardent la mémoire de ce débarquement meurtrier.
- Un des wagons à bestiaux ayant servi au transport des prisonniers, immobilisé et conservé en gare de Momignies où des prisonniers du raid sur Dieppe avaient réussi à s'évader au cours de leur transfert vers les camps de prisonniers en Allemagne.

## Hommage et postérité

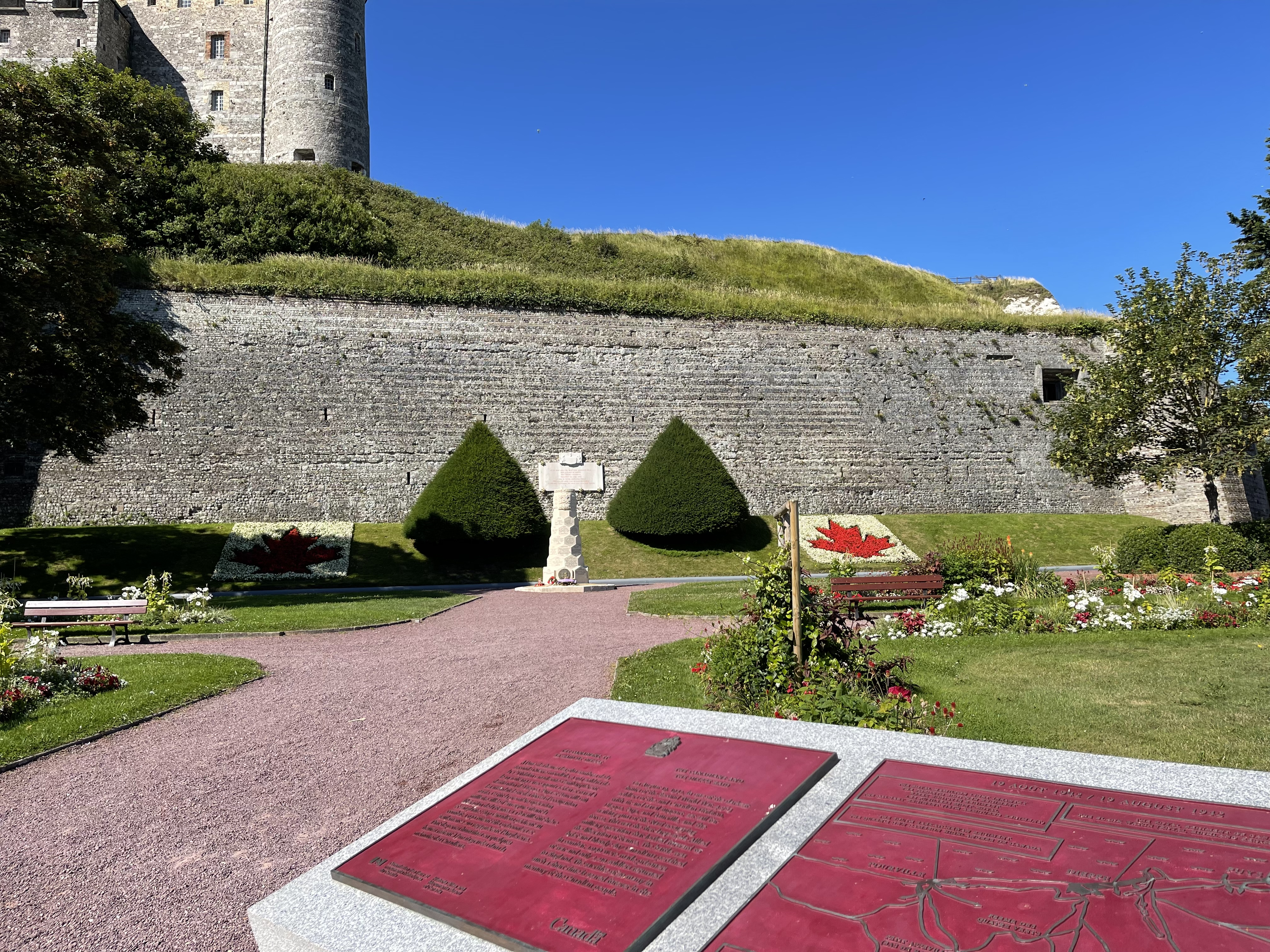
Square du Canada à Dieppe.

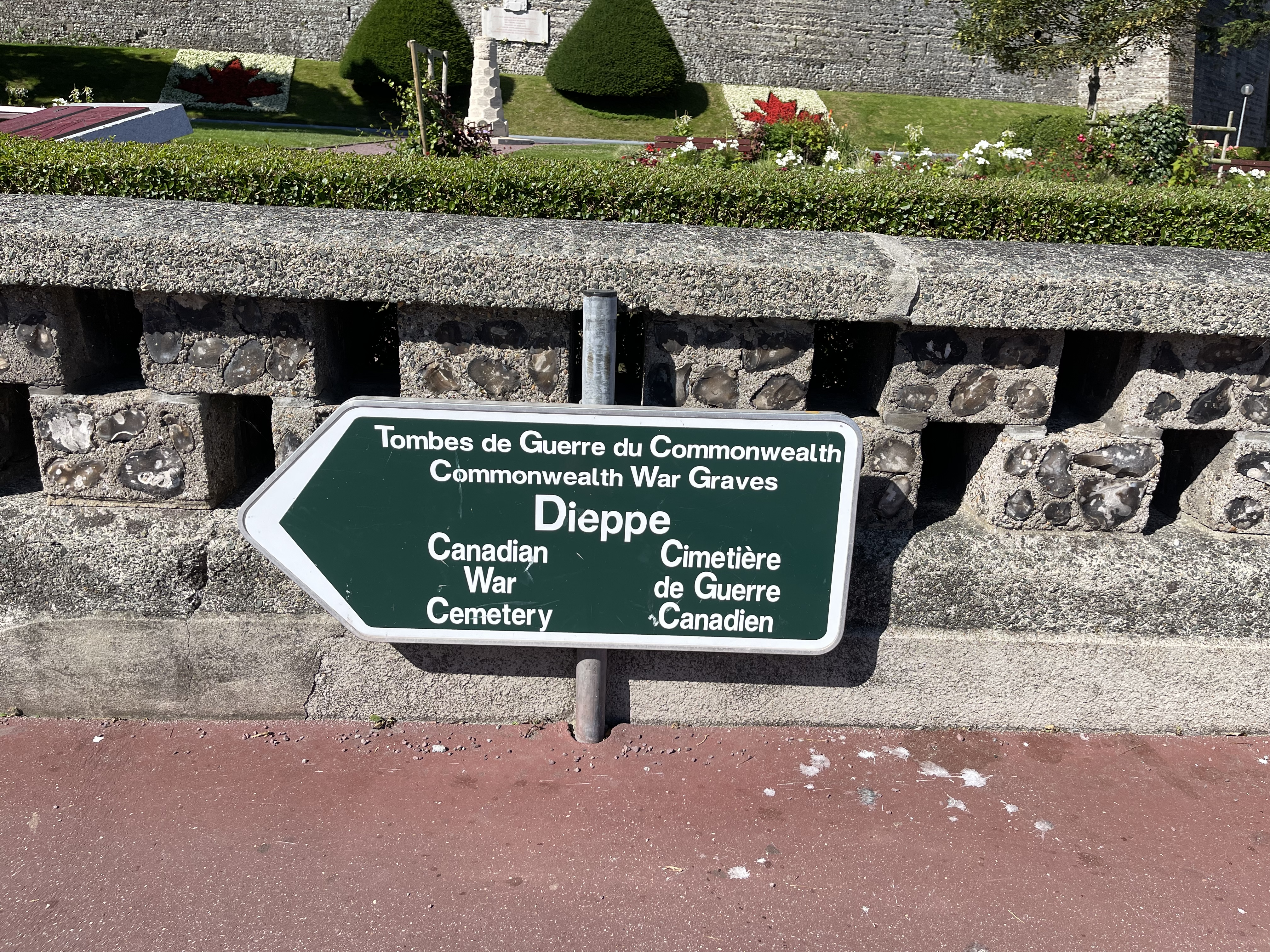
Panneau signalétique du cimetière de guerre canadien

Il existe à Dieppe de nombreux lieux commémorant les soldats canadiens morts durant la journée du 19 août 1942. Le petit théâtre à l'italienne construit en 1826 pour la duchesse du Berry abrite le Mémorial du 19 août 1942. Le square du Canada rappelle les évènements du 19 août 1942,.
Le 11 novembre 2022, jour du Souvenir, le Canada se souvient des 5 000 jeunes Canadiens des Forces armées canadiennes dont beaucoup ont donné leur vie, et des batailles qu'ils ont menées. Cette année marque le 80e anniversaire du raid de Dieppe .